# Olafur Eliasson
Olafur Eliasson, islandsky Ólafur Elíasson (* 5. února 1967, Kodaň) je dánsko-islandský výtvarný umělec, představitel konceptuálního umění, který proslul svými velkoplošnými instalacemi, tvořenými zejména světlem, vodou, nebo dokonce teplem.

## Život
Narodil se islandským emigrantům v Dánsku. V letech 1989–1995 vystudoval Dánskou královskou akademii umění. Od roku 1995 působí především v Berlíně. V letech 2009–2014 byl profesorem na Universität der Künste v Berlíně, od roku 2014 učí na škole umění a designu v Addis Abebě. K jeho nejznámějším dílům patří umělé vodopády pod Brooklynským mostem v New Yorku, instalované roku 2008. Roku 2014 získal Wolfovu cenu za umění.